# Kanonissin

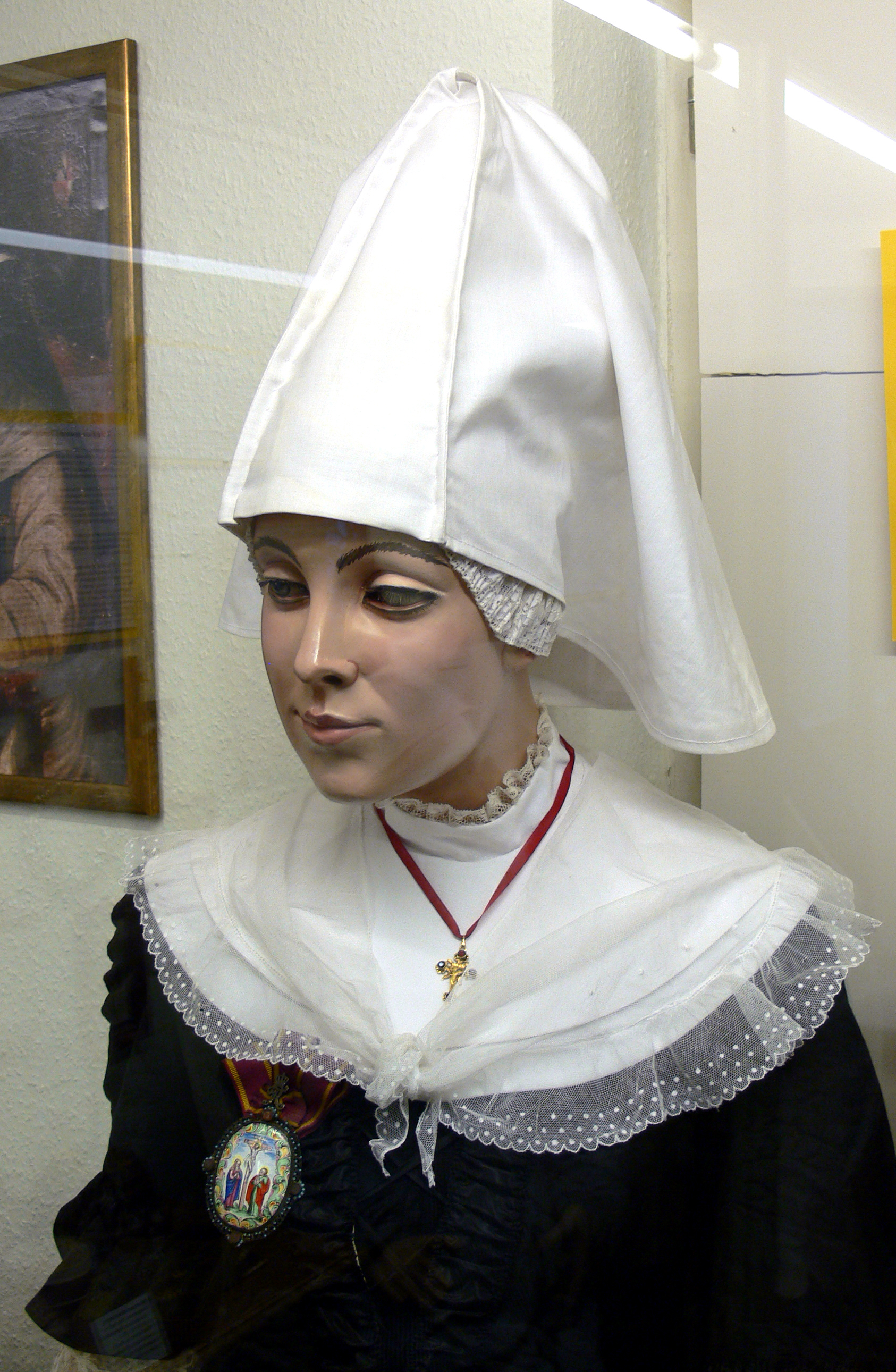
Rekonstruktion der Tracht einer Stiftsdame um 1760 (im Museum für Klosterkultur Weingarten)

Als Kanonissin oder Kanonisse (auch Chorfrau, Stiftsdame oder Stiftsfräulein) wird eine Frau bezeichnet, die in einer geistlichen Gemeinschaft in einem (weltlichen) Frauenstift lebt, ohne Ordensgelübde abzulegen. Der Begriff entspricht damit dem des Kanonikers bei den Männern, wobei (katholische) Kanonissen abweichend von diesen nie sakramental geweiht werden. Darüber hinaus werden auch die Augustiner-Chorfrauen der verschiedenen Augustinischen Orden und Kongregationen – sogenannte regulierte Chorfrauen – als Kanonissen oder Regular-Kanonissen bezeichnet, obwohl sie Ordensgelübde abgelegt haben. In diesem Fall ist Kanonisse die weibliche Entsprechung des Begriffs Regularkanoniker.
Es handelte sich früher um Frauen, die in einem Stift eine Pfründe (Unterhalt) genossen und eine gemeinschaftliche Wohnung hatten. Die Frauenstifte wurden zumeist von einer Äbtissin oder Pröpstin geleitet, die den Kanonissen gegenüber weisungsbefugt war. Die geistliche Betreuung erfolgte durch einen Propst, der oft auch die Vertretung des Damenstifts nach außen wahrnahm. Oft gehörten die Kanonissen dem Adel an, genossen weitgehende Freiheit des Lebenswandels und machten ihre Einrichtungen zu rein weltlichen „Versorgungsanstalten“, sodass selbst nach dem Übertritt zum Protestantismus mehrere solcher Stifte, zum Beispiel die von Gandersheim, Herford, Quedlinburg oder Gernrode, als Pfründenanstalten für „adlige Fräulein“ bestehen blieben.
Bis heute gibt es katholische und evangelische Stiftsdamen, die zu unterschiedlichen Bedingungen in einem Stift leben. Sie legen in keinem Fall ein Gelübde ab; die Aufnahmebedingungen sind allerdings sehr unterschiedlich. So verlangt beispielsweise das Stift Börstel von seinen Stiftsdamen christliche Orientierung, Ehelosigkeit (die Damen dürfen verwitwet oder geschieden sein), die Möglichkeit, von eigenen Einkünften zu leben, und verpflichtet sie zur Residenz. Im Stift Fischbeck hingegen mussten die Stiftsdamen noch bis 1924 sechzehn adlige Vorfahren nachweisen können; heute müssen sie über eine „gesicherte finanzielle Grundlage zur Lebensführung“ verfügen und sollten bei der Aufnahme nicht älter als 60 Jahre sein.

## Aufnahmeverfahren und Ausbildung
Anders als in Klöstern wählten die Äbtissin und das Kapitel die zukünftigen Kanonissen aus. Ursachen waren eine festgelegte Anzahl von Pfründen, durch die das Kanonissenstift finanziert wurde. Eine einheitliche Altersgrenze für die Aufnahme der Frauen war im Mittelalter nicht gegeben. Die Frauen stammten meist aus wohlhabenden oder adligen Verhältnissen und erhielten Stipendien aus Pfründen. Zunächst mussten die neu aufgenommenen jungen Mädchen die Stiftsschule besuchen und eine Unterweisung von Moral und Sitten erhalten. Hierbei wurde besonders viel Wert auf eine umfassende und wissenschaftliche Ausbildung gelegt, die nicht wie bei anderen Ordensgemeinschaften auf aszetischer Basis beruhte. Neben dem Verständnis lateinischer Kirchenschriftsteller und vieler Klassiker wurde den Schülerinnen auch die Kenntnis schwieriger Notenschriften und kirchlicher Zeremonien gelehrt. Die Ausbildung zur Kanonissin ließ sich mit einem zeitgenössischen Studium der Kirchengeschichte vergleichen und dauerte mehrere Jahre, wobei die genaue Dauer von Ort zu Ort unterschiedlich verzeichnet war. Der erfolgreiche Abschluss der Stiftschule erfolgte erst bei Beherrschung des Chorgesangs und des Lesens lateinischer Texte. Nach erfolgreich abgeschlossener Schulausbildung konnte die Aufnahme als vollberechtigte Kanonisse in das Kapitel stattfinden. Dies erfolgte jedoch ausschließlich mit der Genehmigung der Äbtissin durch das Kapitel. Ein öffentliches Gelübde wurde bei der Aufnahme zur vollberechtigten Kanonisse nicht abgelegt. Lediglich das Versprechen gegenüber der Äbtissin, Gehorsam und Keuschheit während der Zeit des Aufenthalts im Stift zu wahren, wurde gefordert. In den Essener Kanonissenstiften des 18. Jahrhunderts betraf die Regelung einer mehrjährigen Schulausbildung zur Aufnahme als Kanonisse fortan ebenso erwachsene Frauen.

## Pflichten und Aufgabenbereiche
Die Hauptaufgabe der Kanonissen in einer geistlichen Gemeinschaft war der Chordienst. Dieser wird bereits in der Schulausbildung der jungen Frauen ausführlich thematisiert und stellt somit einen der wichtigsten Aufgabenbereiche dar. Die kanonischen Stundengebete und Heilige Messen wurden von vielfältigen und kunstvollen Chorgesängen der Kanonissen unterstützt, besonders an Festtagen. Neben dem Chordienst gehörte auch die Teilnahme an Messen, Prozessionen und kirchlichen Begräbnisfeiern zu den Aufgaben einer Kanonisse, sodass sie ein von der Außenwelt abgeschiedenes Leben führten. Durch die Zuteilung und Verwaltung verschiedener Stiftsämter waren ältere Kanonissen oftmals zuständig für die Versorgung und Verpflegung der Armen und Kranken sowie die Beherbergung der Pilgerinnen. Auch der Umgang mit dem Webstuhl und der Nadel gehörte zu den Fähigkeiten, die Kanonissen erlernten. Auch lehrten sie – neben den Äbtissinnen – in den Stifterschulen und förderten auf diese Weise die folgenden Kanonissengenerationen. Trotz der erhöhten Verantwortung und Befugnisse im Frauenstift standen Kanonissen unter strenger Beobachtung der zuständigen Äbtissin des Klosters.

## Lebensbedingungen und Freiheiten innerhalb der Gemeinschaft
Ähnlich wie bei anderen Ordensgemeinschaften lebten Kanonissen in einer gemeinsamen Lebensgemeinschaft (Vita communis) unter den Aachener Regeln. In den Kanonissenstiften des Spätmittelalters gab es klare Vorschriften zur gemeinsamen Bettruhe (Dormitorium) und zusammenkommen zu Mahlzeiten (Refektorium), die das gemeinschaftliche Leben unterstreichen sollten. Das Stillschweigen bei Tisch und die Lesung aus der heiligen Schrift während der Mahlzeit gehörten zu den täglichen Riten in Kanonissenstiften. Durch die unterschiedlichen Pfründen der Kanonissen entwickelte sich jedoch im 16. Jahrhundert die Problematik, dass das Aufrechterhalten des gemeinsamen Tisches nicht mehr möglich war. Grund war die zunehmende Individualisierung der Mahlzeiten durch die Einkommensunterschiede, aufgrund der unterschiedlichen Amts- und Würdegrade der einzelnen Kanonissen. Aus diesem Grund wurde ihnen die freie Wahl geboten und von dem Ritus abgesehen. Neben der freien Wahl des Mahls war es Kanonissen gestattet, in eigenen Behausungen zu leben, die sich im Klosterbezirk befanden. Denjenigen, welche sich keine eigene Wohnung finanzieren konnten, wurde durch die Äbtissin ein besonderer Aufenthaltsraum zugeteilt. Die privaten Wohnungen standen jedoch in keinem Widerspruch zu dem Ritus der gemeinsamen Bettruhe, da die Kanonissen nachts weiterhin das Dormitorium aufsuchen mussten. Die eigenen Wohnungen dienten somit lediglich als privater Rückzugsort und als Räumlichkeit, um private Dinge zu besitzen und aufzuwahren. Die jüngeren Kanonissen, welche sich noch in der Ausbildung befanden oder ein gewisses Alter noch nicht erreicht hatten, lebten zusammen und erhielten keine eigene Wohnung, völlig unabhängig ihres sozialen Standes. Meistens lebten die Schülerinnen während ihrer Ausbildung im Haus der Äbtissin, jedoch bestand auch die Möglichkeit in der Wohnung einer familiär verwandten Kanonissin zu leben. Nicht nur durch die private Behausung unterschied sich das Kanonissenstift von anderen Ordensgemeinschaften. Durch die altkirchlichen Freiheiten war es den Kanonissen ebenfalls möglich, über eine eigene Dienerschaft zu verfügen. Eine besondere Freiheit stellt das Recht des Austritts und der Verehelichung dar, denn den Kanonissen ist es im Vergleich zu Nonnen gestattet gewesen, das Stift zu verlassen.